# Volkswagen Golf Mk8
Volkswagen Golf Mk8 (cunoscut și sub denumirea de Golf VIII) este o mașină compactă, a opta generație a Volkswagen Golf și succesorul lui Volkswagen Golf Mk7. A fost prezentat la Wolfsburg pe 24 octombrie 2019 și a ajuns în showroom-urile din Germania în decembrie 2019.
Golf Mk8 utilizează aceeași platformă revizuită MQB ca cea de-a patra generația a lui Audi A3 și SEAT León.